# Маний Ацилий Глабрион (консул 152 года)
Маний Ацилий Глабрион Гней Корнелий Север (лат. Manius Acilius Glabrio Gnaeus Cornelius Severus) — римский государственный деятель второй половины II века.

## Биография
Происходил из рода нобилов Ацилиев. Сын Марка Ацилия Глабриона, консула 124 года, и Корнелии Севера. В честь своего деда добавил к фамилии его имя.
О молодых годах нет сведений. Как Императорский легат управлял провинцией Крит и Киренаика. В начале 140-х годах в должности легата служил под руководством отца в провинции Африка. Вслед за этим занимал магистратуры квестора, претора, а также народного трибуна. В 152 году стал консулом вместе с Марком Валерием Гомулом. С 164 по 167 год в качестве имперского легата пропретор управлял провинцией Азия.